# Giovanni Bianconi (giornalista)
Giovanni Bianconi (Roma, 23 giugno 1960) è un giornalista e saggista italiano.

## Biografia
Alla fine degli anni settanta, durante gli studi in Scienze politiche alla LUISS, inizia la carriera giornalistica collaborando, con una propria rubrica, al quotidiano Avvenire. Per molti anni redattore del quotidiano torinese La Stampa, divenne poi inviato del Corriere della Sera, per il quale segue vicende giudiziarie e di cronaca.
Ha scritto vari libri, raccontando vicende criminali avvenute a Roma: dalla Banda della Magliana, al terrorismo nero dei Nuclei Armati Rivoluzionari di Giusva Fioravanti. Ha analizzato, con l'ausilio della documentazione giudiziaria e dei rapporti investigativi dell'epoca, il fenomeno delle Brigate Rosse e la complessa - e in parte ancora oscura - vicenda del sequestro di Aldo Moro.

## Opere
- A mano armata. Vita violenta di Giusva Fioravanti, Milano, Baldini & Castoldi, 1992.
- Ragazzi di malavita. Fatti e misfatti della banda della Magliana, Collana Storie della Storia d'Italia, Milano, Baldini & Castoldi, 1995, ISBN 978-88-85987-54-8.
- G. Bianconi e Gaetano Savatteri, L'attentatuni. Storia di sbirri e di mafiosi, Milano, Baldini Castoldi, 2001.
- Mi dichiaro prigioniero politico. Storie delle Brigate Rosse, Collana Stile libero, Torino, Einaudi, 2003, ISBN 978-88-06-15739-5.
- Eseguendo la sentenza. Roma 1978. Dietro le quinte del sequestro Moro, Collana Stile libero Big, Torino, Einaudi, 2008, ISBN 978-88-06-19004-0.
- G. Bianconi-Andrea Salerno, L'ultima partita. Vittoria e sconfitta di Agostino Di Bartolomei, Roma, Fandango, 2010, ISBN 978-88-6044-161-4.
- Il brigatista e l'operaio. L'omicidio di Guido Rossa. Storia di vittime e colpevoli, Collana Stile libero Big, Torino, Einaudi, 2011, ISBN 978-88-06-20613-0.
- Figli della notte. Gli anni di piombo raccontati ai ragazzi, Milano, Dalai Editore, 2012, ISBN 978-88-6620-807-5.
- L'assedio. Troppi nemici per Giovanni Falcone, Collana Stile libero Extra, Torino, Einaudi, 2017, ISBN 978-88-06-23370-9.
- 16 marzo 1978, Bari, Laterza, 2019, ISBN 978-88-58-13521-1.
- Un pessimo affare. Il delitto Borsellino e le stragi di mafia tra misteri e depistaggi, Milano, Solferino, 2022, ISBN 978-88-28-20951-5.
- Una come noi. L'omicidio di Germana Stefanini e l'abisso della lotta armata, Roma, Treccani, 2025, ISBN 978-88-1201-236-7.